# Europeras
Europeras ist der Titel einer Opernserie des Komponisten John Cage in fünf Teilen. Sie sind in seinem typischen experimentellen Stil gehalten. Die Bühne der Opern ist in 64 Quadrate aufgeteilt, welche das Schema für den Bühnenablauf bilden. Die Positionen der Menschen und Gegenstände auf der Bühne sind zufallsbestimmt. Innerhalb einer exakt vorgegebenen Aufführungsdauer wurden mit Hilfe des ältesten chinesischen Orakelbuches I-Ging zufällige Zeiteinheiten festgelegt, während deren die einzelnen Beteiligten ihre Aktionen ausführen.

## Europeras 1 & 2
In seinen Opern Europeras 1 & 2 aus 200 Opern in 64 Bildern dekonstruiert John Cage mittels Zufallsoperationen die Sprache der klassischen Opern des 18. und 19. Jahrhunderts. Cage stellte das Konzept zusammengefasst so dar:

„200 Jahre lang haben uns die Europäer ihre Opern geschickt. Nun schicke ich sie alle zurück.“

Er unterwarf nicht nur die Musik dem Zufallsgenerator, sondern auch Bühnenbild, Requisiten, Licht, Tanzfiguren und Opernarien. Die Musik wurde von ihm zufällig aus über 200 Opern ausgewählt und wird ohne Dirigent aufgeführt. Den 28 Musikern ist freigestellt, wann sie diese innerhalb fest vorgegebener Zeitblöcke spielen. Die Opernarien werden jeden Abend zufällig ausgewählt und von 19 Solisten zu anderen Zeitpunkten und Orten auf der Bühne gesungen.
Die Spieldauern sind exakt 90 bzw. 45 Minuten, die mittels einer Digitaluhr angezeigt werden, damit alle Beteiligten ihre Einsätze exakt einhalten können.
Europeras 1 & 2 bildet Cages größte und radikalste Musiktheaterarbeit. Es gibt keine Handlung, aber eine Zusammenfassung im dadaistischen Stil, die aus Opernlibretti zusammengestellt wurde. Sie stellt eine Anti-Oper dar, an die das Publikum nur schwer herangeführt werden kann. Keine der Noten ist von Cage im ursprünglichen Sinne komponiert worden, sondern er benutzt nur urheberrechtlich nicht mehr geschütztes Material anderer Komponisten. Cage „vermeidet … in seinem Kompositionsprozess jegliche Semantisierung und erst in der inhaltlich nicht vom Komponisten beeinflussbaren Kombination der einzelnen Ebenen entstehen zufällige und unkalkulierbare semantische Bezüge“.
Das Werk ist eine Auftragsarbeit von Heinz-Klaus Metzger und Rainer Riehn. Die Uraufführung erfolgte im Dezember 1987 an der Oper Frankfurt unter Gary Bertini. Das Werk wird nur selten aufgeführt und ist noch nie eingespielt worden. 2012 eröffnete Heiner Goebbels mit ihm die Ruhrtriennale. 2017 wurde es am Staatstheater Braunschweig mit 4′33″ als Ouvertüre aufgeführt, 2019 an der Oper Wuppertal unter dem Titel PLAY* Europeras 1&2 in der Regie von Daniel Wetzel vom Kollektiv Rimini Protokoll.

## Europeras 3
Europeras 3 ist eine dramatische, dichte, wagnerianische Oper.

## Europeras 4
Europeras 4 ist eine kunstvolle, mozartische, vergnügliche Kammeroper.

## Europeras 5
Europera 5 ist die reduzierteste Form. Zwei Sänger, ein Pianist und ein Grammophon-Spieler interpretieren jeweils sechs von ihnen ausgewählte Werke der Opernliteratur. Diese werden zufällig unabhängig nebeneinander dirigiert. Die Aufführungsdauer beträgt exakt 60 Minuten.
John Cage hörte die Premiere seiner letzten Oper im Garten des Museum of Modern Art in New York, es war die letzte Aufführung, die er erlebte.
2001 wurden zum ersten Mal alle Teile zusammen in der Staatsoper Hannover in einer Inszenierung von Nigel Lowry aufgeführt, die von der Kritik allerdings als nicht werkgetreues „Fiasko“ beurteilt wurde.